# Helena Willman-Grabowska
Helena Antonina Willman-Grabowska (ur. 4 stycznia 1870 w Warszawie, zm. 31 października 1957 w Krakowie) – indolog i iranista, wykładowca paryskiej Sorbony, pierwsza kobieta wykładowca i profesor w historii Uniwersytetu Jagiellońskiego.

## Dzieciństwo, młodość, rodzina
Była córką Józefa Wojciecha Grabowskiego (1818-1892) i jego ostatniej, trzeciej żony Elżbiety z Lipińskich (1848-1908). Ojciec urodził się w rodzinie Błażeja Grabowskiego (1783-1849), niepiśmiennego wyrobnika (dorywczego pracownika najemnego) pochodzącego z Osiecka pod Garwolinem, który przybył do Warszawy na początku XIX wieku. Sam wybrał fach kowalski, zdobył wykształcenie i majątek. Zgodnie z prawami cechowymi przeszedł wszystkie stopnie zawodowe, od czeladnika aż do wyzwolenia się na mistrza ok. 1850 roku.
Na przełomie lat 50. i 60. XIX wieku Józef Grabowski nabył dom przy ul. Grzybowskiej 51 (nr hip. 1046a, pierzeja południowa między Żelazną a Wronią), gdzie mieszkał odtąd wraz z liczną rodziną i gdzie mieściła się także prowadzona przezeń kuźnia. Zakład ten przejął po nim w 1884 roku jeden z jego zięciów Piotr Wiśniewski – również mistrz kowalski, przed i po I wojnie światowej pełniący urząd starszego (prezesa zarządu) warszawskiego cechu kowali – który rozwinął go w znaną w całym kraju fabrykę luksusowych powozów. Działalność tę w dwudziestoleciu międzywojennym kontynuował zaś z kolei pod tym samym adresem Lucjan Wiśniewski, syn Piotra i wnuk Józefa Grabowskiego, pod firmą „Respol”, reklamującą się jako „I-sza w Kraju Mechaniczna Wytwórnia Resorów”. Kamienica na Grzybowskiej pozostała w rękach potomków Józefa Grabowskiego aż do 1944 roku, kiedy została spalona przez Niemców podczas tłumienia powstania.
Helena Grabowska przyszła na świat i dorastała w ojcowskim domu. Miała co najmniej pięcioro rodzonego i ośmioro przyrodniego rodzeństwa, od najstarszych braci – rówieśników jej własnej matki – dzieliło ją ponad 20 lat różnicy wieku. Oprócz niej matka opiekowała się także najmłodszymi dziećmi z dwóch poprzednich, zmarłych żon Józefa Grabowskiego (kilkoro zmarło we wczesnym dzieciństwie).
26 lipca 1900 roku w warszawskiej parafii św. Barbary wyszła za mąż za warszawskiego księgowego Czesława Aleksego Willmana (1869-1922). Od tej pory używała podwójnego nazwiska w nietypowej, odwrotnej niż to się zazwyczaj stosuje formie: Willman-Grabowska. Mieli dwoje dzieci: wcześnie zmarłego Wacława (1902-1908) i Elżbietę (1905-1985), która została później lektorem języka francuskiego w Instytucie Filologii Romańskiej na Wydziale Filologicznym UJ.

## Pod zaborem rosyjskim
Ukończyła z wyróżnieniem I Gimnazjum Żeńskie w Warszawie, gdzie następnie sama uczyła języka polskiego, dokształcając się jednocześnie na tajnych wykładach Wyższych Kursów Naukowych z polskiej literatury i historii, języków starożytnych i matematyki. Mimo poparcia udzielonego jej przez profesorów Jefima Fedorowicza Karskiego i Jana Baudouina de Courtenay rosyjskie ministerstwo oświaty w Petersburgu odmówiło jej pozwolenia na złożenie egzaminów państwowych. Kontynuowała pracę w gimnazjum, ucząc też w innych warszawskich szkołach języków polskiego, francuskiego i rosyjskiego.
W 1905 roku należała wraz z m.in. Ludwikiem Krzywickim i Julianem Marchlewskim do organizatorów strajku szkolnego. Złożyła rezygnację z pracy w gimnazjum i przeszła do pracy w tajnym nauczaniu. Przygotowywała programy nauczania języka polskiego dla szkół średnich, część założeń których – jak po latach sama uznawała – wdrożono w systemie edukacji już po odzyskaniu przez Polskę niepodległości. Później wykładała język i literaturę polską w wyższych klasach Szkoły Zrzeszenia Nauczycieli – nowo powstałego legalnego gimnazjum filologicznego i realnego – oraz w Szkole Kupieckiej. Działała w Polskim Związku Nauczycielskim (późniejszym ZNP), którego była współzałożycielką, oraz Towarzystwie Pedagogicznym.
Od tego okresu datuje się też jej zainteresowanie językoznawstwem ogólnym, a zwłaszcza sanskrytem.

## Na emigracji
W 1909 roku zdecydowała się wyemigrować z pozostającej wciąż pod zaborami Polski. Studiowała literaturę niemiecką i francuską w uniwersytecie w szwajcarskim Bernie, potem zaś literaturę francuską i sanskryt w uniwersytecie w Lozannie. W tym czasie opracowała dwie dysertacje doktorskie (Le romantisme comme decadence litteraire i Mérimée et la literature russe), które nigdy nie ukazały się drukiem.
W 1911 roku przeniosła się do Paryża, gdzie w École pratique des hautes études na Sorbonie i w Collège de France kontynuowała studia językoznawcze pod kierunkiem Antoine’a Meilleta, Sylvaina Lèviego, Alfreda Fouchera i Louisa Finota. Odtąd w pracy naukowej poświęciła się głównie badaniom nad sanskrytem. Podczas I wojny światowej bezpłatnie uczyła Polaków we Francji – dzieci oraz dorosłych, którzy na emigracji ulegli wynarodowieniu.
W latach 1920–1927 jako profesor kontraktowy wykładała sanskryt i pali (język kanonu buddyjskiego) w École pratique des hautes études. W 1928 roku uzyskała na Sorbonie tytuł doktorski. W tym okresie opracowała także podręczniki akademickie do nauki języka polskiego dla Francuzów oraz francuskiego dla Polaków (Grammaire de la langue polonaise, 1921, wspólnie z Antoine’em Meilletem; Méthode de polonais. Grammaire et exercices, 1922, 1929; Méthode de français à l’usage des Polonais. Grammaire, exercises et lectures, 1926).
Wysoko ceniona przez środowisko uniwersyteckie, była też doceniana przez władze francuskie. Ministerstwo oświaty dwukrotnie, w roku 1922 i 1923, wysyłało ją z misją naukową do odrodzonej Polski w celu nawiązania kontaktów między uczelniami obu krajów. Mimo ponawianych propozycji nigdy nie zdecydowała się przyjąć obywatelstwa francuskiego, choć to otworzyłoby jej drogę do objęcia samodzielnej katedry na Sorbonie.

## Z powrotem w kraju
Od października 1927 roku prowadziła w Uniwersytecie Jagiellońskim seminarium sanskrytu, 21 czerwca 1928 roku powierzono jej kierowanie reaktywowaną Katedrą Sanskrytu i Filologii Indyjskiej, a 19 listopada 1928 roku mianowano ją profesorem nadzwyczajnym UJ. Była pierwszą kobietą wykładowcą i profesorem w historii wszechnicy krakowskiej (przed II wojną światową udało się to osiągnąć jeszcze tylko jednej kobiecie, Jadwidze Wołoszyńskiej, wykładowcy botaniki farmaceutycznej; w Warszawie pierwszą profesorką uniwersytetu została w 1934 roku Cezaria Baudouin de Courtenay Ehrenkreutz Jędrzejewiczowa). Z powodu podpisania protestu wobec sposobu postępowania z więźniami obozu w Berezie Kartuskiej władze państwowe kilkakrotnie odraczały decyzję o przyznaniu jej tytułu profesora zwyczajnego, co ostatecznie nastąpiło 14 września 1937 roku.
Prowadziła zajęcia z gramatyki języków: wedyjskiego, sanskryckiego, awestyjskiego, staroperskiego, palijskiego, drawidyjskiego, tybetańskiego i sogdyjskiego. Jednocześnie wykładała historię literatury i filozofii indyjskiej oraz gramatykę porównawczą języków indoirańskich, a także analizowała ze studentami klasyczne teksty indyjskie (m.in. hymny Rigwedy). Jej zainteresowania nie ograniczały się do zagadnień historycznych, ale obejmowały również języki nowoindyjskie oraz współczesne problemy ekonomiczne i społeczne Indii.
Była członkiem Polskiej Akademii Umiejętności, w której przewodniczyła Komisji Orientalistycznej, i członkiem honorowym l'Association Francaise des Amis de l'Orient. Należała do wielu zagranicznych gremiów naukowych, m.in. Société Asiatique i Société Linguistique de Paris. Uczestniczyła w międzynarodowych kongresach i konferencjach językoznawczych i orientalistycznych m.in. w Oksfordzie (1928), Pradze i Lund (1929), Rzymie (1935), Kopenhadze i Brukseli (1939). W latach 1936–1937 odbyła podróż do Indii i na Cejlon, podczas której miała odczyty o buddyzmie na kongresie religioznawczym w Kalkucie w marcu 1937 roku i zorganizowała Towarzystwo Przyjaciół Polski w Bombaju. Była niekwestionowanym autorytetem w dziedzinie indianistyki i iranistyki, a jej prace są do dzisiaj obecne w bibliotekach naukowych na całym świecie.
Przed wyborami do Rady Miasta Krakowa z 1938 został członkiem komitetu Polskiego Bloku Katolickiego.

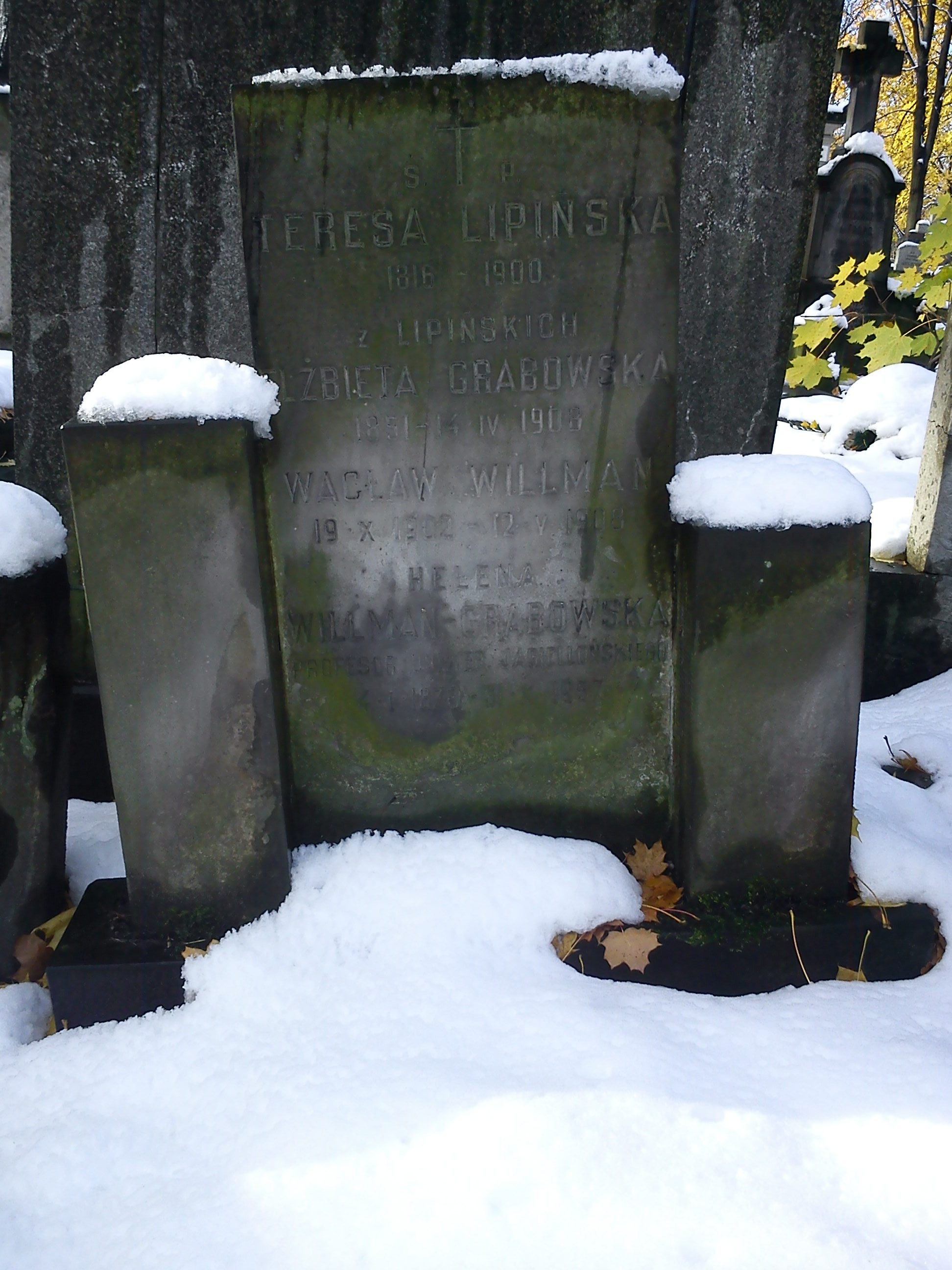
Nagrobek w miejscu pochówku prof. Heleny Willman-Grabowskiej oraz jej matki, babki i syna na cmentarzu Powązkowskim w Warszawie

## II wojna światowa i okres powojenny
6 listopada 1939 uniknęła aresztowania. Została aresztowana przez Niemców 9 listopada 1939 roku i rychło zwolniona. W latach okupacji mieszkała w podkrakowskiej wsi Luborzyca, biorąc udział w tajnym nauczaniu i kontynuując własne prace badawcze.
Po przerwie wojennej w kwietniu 1945 roku wznowiła prowadzenie zajęć na UJ. Jesienią 1947 roku komunistyczne władze oświatowe usunęły ją z uczelni pod pretekstem osiągnięcia wieku emerytalnego, a krakowską indianistykę zlikwidowały, powołując na jej miejsce Katedrę Językoznawstwa Ogólnego. Nieformalnie kontynuowała pracę na uczelni do 1951 roku, kiedy po wielu zabiegach środowiska akademickiego przyznano jej wreszcie uposażenie emerytalne. Ze studentami spotykała się prywatnie aż do śmierci w 1957 roku. Po październikowej odwilży, w czerwcu 1957 roku formalnie przywrócono jej prawo nauczania, na co jednak nie pozwalał jej już stan zdrowia.
Zmarła w Krakowie, lecz pochowana została na cmentarzu Powązkowskim w Warszawie w jednym z grobów rodziny Grabowskich, gdzie spoczywają również jej matka, babka i syn (kwatera K, rząd 3, grób 22).
Wykształciła wielu następców, którzy kontynuowali badania nad tradycją i lingwistyką indyjską w Krakowie (Tadeusz Pobożniak, Eugeniusz Słuszkiewicz, Tadeusz Milewski), Lublinie (Franciszek Tokarz) i za granicą (Ludwik Sternbach).
Była poliglotką, znała języki: francuski, rosyjski, niemiecki, angielski, włoski, hiszpański, prowansalski, holenderski, duński, czeski, ruski, hinduski, bengalski, grekę i łacinę oraz języki indoirańskie, którymi zajmowała się naukowo.

## Dorobek naukowy
Pozostawiła obfity dorobek naukowy francusko- i polskojęzyczny. Jej prace dzielą się na kilka grup:
- językoznawcze, np. habilitacja Les composés nominaux dàns le Śatapathabrāhmana, t. 1-2 (Kraków, 1927-1928), Le locatif dans le Rig-Veda (1928), Examen des composés nominaux dans les Inscriptions d’Aśōka (1926), Miejscownik w języku „Trenów” (1928), Snih „tuer” / snih „aimer” (1928), Polskie „kanak”, staroindyjskie „kánaka” (1930), Le Mah-Yast, Priere a la Lune (1934), O powstawaniu języków literackich (1936), Podkreślenia uczuciowe (1937);
- komparatystyczne, np. Le chien dans le Rigveda et l’Avesta (1931), Un vieux thème de fiançailles dans la littérature indienne et grecque (1934);
- religioznawcze, np. Ekspiacja (prāyaścitti) w Brāhmana  (1935), Pojęcie i wyrażanie czasu w Wedach i Brāhmana (1938);
- historyczne, np. L’idée de l’etat dans l’Inde ancienne (1933), L’Inde antique et la civilisation indienne (1933, wspólnie z Paulem Massonem-Ourselem i Philippem Sternem), Europejczycy w Indiach i na indyjskim progu (1938), Przed dziesięciu laty. Garść wspomnień o Andrzeju Gawrońskim (1936);
- translatorskie – z sanskrytu, np. Dwadzieścia pięć opowieści wampira (1956), Mahabharata (1957), O cnocie i niecnocie niewieściej. Opowiadania z „Oceanu baśni”, czyli „Katha sarit sagara” Somadewy (wyd. pośmiertnie), oraz rosyjskiego na polski,
- oraz encyklopedyczne.
- Po śmierci Andrzeja Gawrońskiego, wraz z Janem M. Rozwadowskim w r. 1932 przygotowała do druku, opatrzyła słowem wstępnym i wydała Podręcznik sanskrytu. Gramatyka, wypisy, objaśnienia, słownik A. Gawrońskiego (PAU Kraków 1932; uzup. Tomasz Ruciński, KUL Lublin 1977, 1985; wyd. nowe: opr. Marek Mejor, Dialog Warszawa 2004).